# Shindo Renmei
Shindo Renmei(臣道連盟, lit. Liga do Caminho dos Súditos) foi uma associação de caráter nacionalista e considerada (atualmente) uma  organização terrorista criada no interior de São Paulo no início da década de 1940 por isseis. Alguns membros mais fanáticos da associação (tokkotai) cometiam atentados violentos contra os isseis e nipo-brasileiros que acreditavam nas notícias da derrota japonesa na Segunda Guerra Mundial. A Shindo Renmei matou, pelo menos, 23 pessoas e feriu outras 147, em sua maioria imigrantes de origem japonesa (isseis).

## Antecedentes

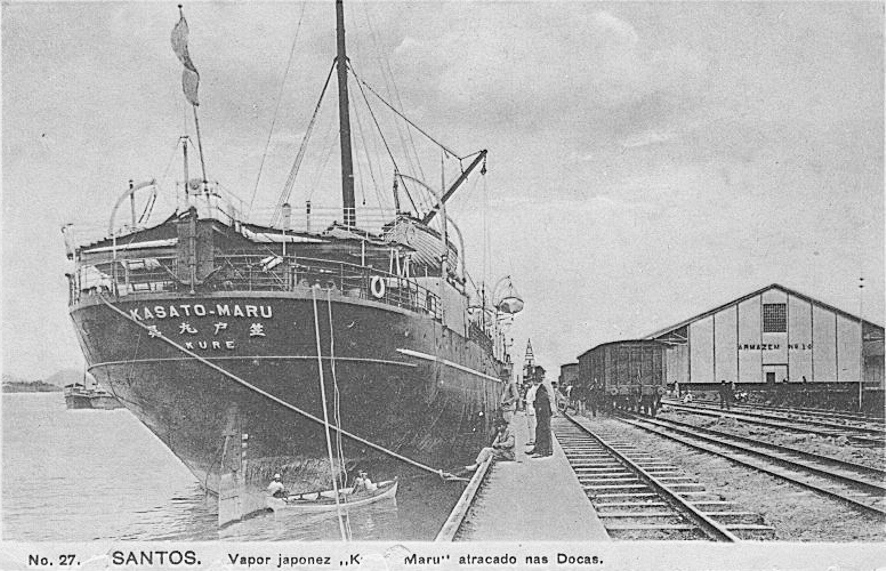
O navio Kasato Maru atracado no Porto de Santos, 1908

Os primeiros imigrantes japoneses chegaram ao Brasil em 1908. A grande maioria dos imigrantes japoneses pretendia fazer fortuna para depois retornar ao Japão.
Os recém-chegados depararam-se com uma terra completamente diferente de sua pátria: língua, costumes, religião, alimentação, clima, enfim, tudo era diferente daquilo a que eles estavam acostumados.
A política de imigração da República Velha pretendia "branquear" o Brasil. Imigrantes japoneses só foram aceitos pois diminuía muito o fluxo de imigrantes italianos.
Nesse contexto, o imigrante japonês era visto com desconfiança já que possuía hábitos completamente diferentes dos brasileiros e de outros imigrantes estrangeiros. Os japoneses organizavam-se em comunidades fechadas, poucos aprendiam a língua portuguesa e evitavam contatos com os brasileiros e outras comunidades de imigrantes. Estes fatos contribuíram ainda mais para aumentar a desconfiança contra eles.
Apesar de tudo, o Brasil possuía já na década de 1930, a maior comunidade de imigrantes japoneses do mundo.
A ditadura do Estado Novo implantado por Getúlio Vargas procurou ressaltar o nacionalismo brasileiro através da repressão à cultura dos imigrantes que formavam comunidades fechadas como os japoneses e alemães. O decreto nº 383 de 18 de abril de 1938 determinou várias proibições aos estrangeiros: não poderiam participar de atividades políticas, formar qualquer tipo de associação, falar idiomas estrangeiros em público ou usá-los para alfabetização de crianças. A transmissão de programas de rádio em idiomas estrangeiros foi proibida. As publicações impressas (jornais, revistas) em idiomas estrangeiros foram proibidas, a não ser que fossem bilíngues, japonês-português por exemplo. Como a publicação em idioma japonês ficou muito cara, jornais e revistas deixaram de circular.
Em 1939, uma pesquisa da Estrada de Ferro Noroeste do Brasil, de São Paulo, mostrava que 87,7% dos nipo-brasileiros assinavam jornais em idioma japonês, um índice altíssimo de leitura no Brasil da época. O decreto nº 383 de 1938 praticamente acabou com a disseminação de informações na comunidade japonesa, pois boa parte desta sequer compreendia o idioma português.
Com o rompimento das relações diplomáticas com o Japão, em 1942, a chegada de novos imigrantes do Japão foi proibida, as cartas não mais chegavam, os nipo-brasileiros passaram a não poder viajar pelo território nacional ou residir em certos locais (como no litoral) sem salvo-conduto expedido por autoridade policial, e os aparelhos de rádio foram apreendidos para que não se ouvissem transmissões em ondas curtas do Japão. Durante todo o período da Segunda Guerra Mundial, a comunidade de nipo-brasileiros ficou sem receber notícias do Japão e sem imprensa escrita ou falada que usasse o idioma japonês. A falta de informações sobre o Japão passou a ser total.

## Nascimento
A Shindo Renmei não foi a primeira nem a única organização de caráter nacionalista criada por imigrantes japoneses. Outras existiram, mas nenhuma praticou atos terroristas. A maior parte delas foram organizações de auxílio mútuo da comunidade nipo-brasileira.
Segundo o pesquisador Rogério Dezem, alguns católicos japoneses (Keizo Ishihara, Margarida Watanabe e Massaru Takahashi) criaram, com a aprovação da Igreja Católica e das autoridades do governo, uma caixa beneficente, chamada simplificadamente de "Pia", com o objetivo de prestar ajuda aos membros pobres da colônia.
Um ex-coronel do exército japonês, Junji Kikkawa, participou das atividades da "Pia". Em Agosto de 1942, após um violento confronto envolvendo brasileiros e japoneses na cidade de Marília, Junji Kikkawa fundou a Shindo Renmei (a "Liga do Caminho dos Súditos", em idioma japonês). Em 1944, desligou-se da entidade beneficente "Pia", pois a diretoria desta opunha-se à propaganda que ele fazia do uso da sabotagem. Junji Kikkawa imprimia e distribuía panfletos que aconselhavam os agricultores nipo-brasileiros a abandonar ou destruir a produção de seda (usada na fabricação de paraquedas) e hortelã (o mentol derivado era utilizado para tornar a nitroglicerina mais potente). Ocorreram alguns atos de destruição de criação de bicho-da-seda e de plantações de hortelã de agricultores nipo-brasileiros, porém as autoridades policiais não investigaram os fatos devidamente e o assunto foi logo esquecido.
A Shindo Renmei tinha sede na rua Paracatu, nº 96, bairro da Saúde, na cidade de São Paulo. Chegou a possuir 64 filiais nos estados de São Paulo e Paraná. Mantinha-se com doações de seus filiados.

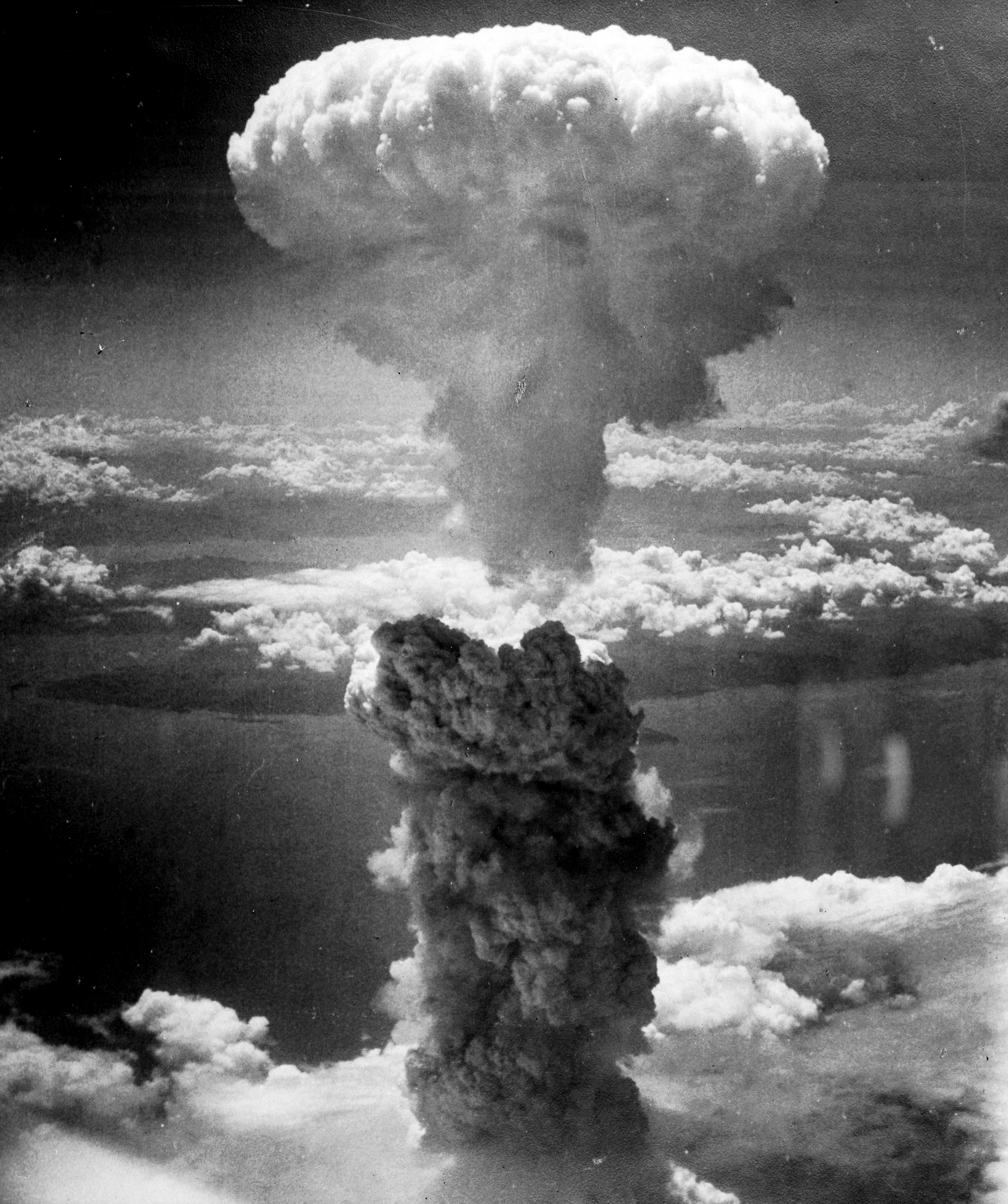
Bombardeio atômico sobre Nagasaki

Com o fim da Segunda Guerra Mundial, muitos integrantes da Shindo Renmei recusaram-se a acreditar nas notícias oficiais sobre a derrota do Japão. Seus objetivos então passaram a ser: punir os derrotistas, divulgar a "verdade" (que o Japão venceu ou vencia a guerra) e defender a honra do imperador.
A comunidade nipo-brasileira da época ficou dividida a partir das ameaças realizadas por membros mais fanáticos da Shindo Renmei em:
- Kachigumi: - os vitoristas, eram aqueles que acreditavam que a guerra continuava ou que tinha havido a vitória do Japão. Nem todos foram simpatizantes das ações da Shindo Renmei. Era constituído pelas pessoas mais pobres da comunidade e que ainda desejavam o retorno. Eram os mais numerosos.
- Makegumi: - os derrotistas, pejorativamente chamados de "corações sujos", eram os que acreditavam na derrota japonesa. Formavam o grupo mais próspero da colônia, eram melhor informados e melhor adaptados ao Brasil.

Alguns estelionatários (conhecidos como lero-lero) forjaram jornais e revistas japonesas com notícias sobre a grande vitória e começaram a vender terras nos "territórios conquistados". Outros venderam yens, a moeda japonesa praticamente sem valor na época, a preços altos para os que queriam voltar ao Japão. Os boatos espalhados pelos estelionatários aprofundaram ainda mais a confusão de notícias na colônia e causaram enormes prejuízos aos kachigumi, levando alguns ao suicídio.

## As ações
Os integrantes da Shindo Renmei acreditavam firmemente que as notícias sobre a derrota e rendição do Japão eram falsas. Assim criaram uma rede de comunicação para divulgar a "verdade": que o Japão vencera a guerra. Jornais e revistas em japonês passaram a circular divulgando essa ideia; estações de rádio clandestinas foram colocadas no ar.
A Shindo Renmei elaborou listas com os nomes dos makegumi que deveriam morrer por trair o imperador.
Segundo DEOPS (Polícia Política) de São Paulo, Kamegoro Ogasawara, dono da tinturaria Oriente na cidade de São Paulo, seria o coordenador das ações punitivas. Os assassinos saiam da sua tinturaria para executar aqueles que eram considerados os makegumi mais importantes na cidade de São Paulo. Várias pensões de japoneses abrigavam os executores após suas ações. Uma delas foi a pensão Cruzeiro, cujo proprietário era Mongo Yoshizago, localizada na rua Barão de Duprat, nº 119, São Paulo.
Os assassinos da Shindo Renmei, chamados de tokkotai, sempre eram pessoas jovens. Primeiro, entregavam ou enviavam cartas solicitando o seppuku (suicídio ritual) dos makegumi que deveriam morrer, pois assim eles poderiam "recuperar a honra perdida". Deveriam suicidar-se cortando o próprio ventre, onde depois, seria colocada uma bandeira do Japão. As cartas começavam dizendo:
| “ | Você tem o coração sujo, então deve ter a garganta lavada. (isto é, deverá lavar seu pescoço para que então tenha sua garganta cortada por uma espada katana). | ” |

Os que se recusavam a cometer suicídio eram executados com armas de fogo e, às vezes, com espadas katana. Os crimes ocorreram muitas vezes na presença de familiares dos assassinados. Nenhum dos makegumi que recebeu a carta aceitou suicidar-se. O primeiro makegumi assassinado foi Ikuta Mizobe, no dia 7 de Março de 1946, em Bastos (SP). Décadas depois, sua filha, Aiko Higuchi, revelou detalhes sobre o crime e suas consequências.
De janeiro de 1946 a fevereiro da 1947, conforme dados oficiais, a Shindo Renmei matou 23 pessoas e feriu outras 147, todas nipo-brasileiras.
Os tokkotai, frequentemente, entregavam-se às autoridades logo após as execuções. Sempre explicavam que nada tinham contra o Brasil ou contra os brasileiros, e que não eram criminosos comuns, pois matavam no estrito cumprimento do dever.

## Repressão e término
As histórias de assassinatos, especialmente aqueles com espada katana, espalharam o terror da Shindo Renmei dentro da comunidade nipo-brasileira. Apesar de não ter sido afetada diretamente, o resto de população brasileira reforçou seus preconceitos de que todos japoneses eram fanáticos nacionalistas.
Uma parte da população brasileira reagiu passionalmente e espancou alguns nipo-brasileiros inocentes ou pertencentes à Shindo Renmei. Confrontos ocorreram em cidades do interior paulista onde havia grande quantidade de imigrantes japoneses, como na região de Tupã, São Paulo.
Depois de dois atentados da Shindo Renmei, o assassinato de um caminhoneiro brasileiro cometido por um caminhoneiro japonês, em 31 de julho de 1946, fez com que a população de Osvaldo Cruz saísse às ruas disposta a linchar todos os nipo-brasileiros que encontrasse. O tumulto foi controlado apenas com a chegada de tropas do Exército chamadas pelo médico Oswaldo Nunes.
O exército e o Departamento Estadual de Ordem Política e Social (DEOPS) realizaram operações de investigação nos estados de São Paulo e do Paraná. Segundo a polícia paulista, 31.380 nipo-brasileiros foram investigados como suspeitos de ter ligações com a organização. O DEOPS identificou criminalmente 376 nipo-brasileiros. Finalmente, as lideranças da Shindo Renmei e boa parte dos tokkotais foram presos.
Cerca de 155 imigrantes japoneses tiveram sua expulsão do território nacional decretada em 1946, porém esta nunca ocorreu e o caso acabou por prescrever. Quatorze tokkotais cumpriram penas por assassinato.
Passadas várias décadas, muitos membros da comunidade nipo-brasileira ainda consideram a Shindo Renmei um assunto que não deve ser comentado. Em 2000, Fernando Morais lançou Corações Sujos, um livro contando a história da organização. No mesmo ano o pesquisador do PROIN/USP (Projeto Integrado Arquivo do Estado/Universidade de São Paulo) Rogério Dezem publicou o Inventário Shindo-Renmei:Terrorismo e Repressão, a partir de uma pesquisa inédita de dois anos nos arquivos DEOPS/SP pertencentes ao Arquivo do Estado de São Paulo. Em 2006, Jorge Okubaro publicou O súdito: banzai, Massateru! pela Editora Terceiro Nome. Em 2011, Vicente Amorim lançou um filme homônimo dramatizando a história do livro. Em 2012, o diretor Mario Jun Okuhara disponibilizou online e gratuitamente o documentário Yami no Ichinichi, que aborda alguns acontecimentos do conflito vitorista-derrotista. O romance Nihonjin de Oscar Nakasato, vencedor do Prêmio Jabuti em 2012, retrata a perseguição a um dos seus personagens principais por tokkotais do Shindo Renmei. O assunto foi ainda tema da tese do Doutor em História, Ciências Sociais em Desenvolvimento, Agricultura e Sociedade Carlos Leonardo Bahiense da Silva.  